# Lista planetelor minore/167201–167300
Aceasta este Lista planetelor minore/167201–167300; pentru a naviga prin lista completă vezi Lista planetelor minore.
Pentru ale detalii vezi și Proiect:Astronomie sau Portal:Astronomie.
| Nume              | Denumire provizorie | Data descoperirii | Locul descoperirii | Descoperitor(i)                                              |
| ----------------- | ------------------- | ----------------- | ------------------ | ------------------------------------------------------------ |
| 167201 -          | 2003 TE20           | 14 octombrie 2003 | Palomar            | NEAT                                                         |
| 167202 -          | 2003 TO20           | 14 octombrie 2003 | Palomar            | NEAT                                                         |
| 167203 -          | 2003 TW20           | 15 octombrie 2003 | Anderson Mesa      | LONEOS                                                       |
| 167204 -          | 2003 TO33           | 1 octombrie 2003  | Kitt Peak          | Spacewatch                                                   |
| 167205 -          | 2003 TR43           | 2 octombrie 2003  | Kitt Peak          | Spacewatch                                                   |
| 167206 -          | 2003 TP52           | 5 octombrie 2003  | Kitt Peak          | Spacewatch                                                   |
| 167207 -          | 2003 UH1            | 16 octombrie 2003 | Palomar            | NEAT                                                         |
| 167208 Lelekovice | 2003 UN7            | 17 octombrie 2003 | Ondřejov⁠(d)        | Ondřejov Observatory⁠(d) (P. Kušnirák⁠(d) and K. Hornoch⁠(d) †) |
| 167209 -          | 2003 UX13           | 16 octombrie 2003 | Palomar            | NEAT                                                         |
| 167210 -          | 2003 UN14           | 16 octombrie 2003 | Kitt Peak          | Spacewatch                                                   |
| 167211 -          | 2003 UO16           | 16 octombrie 2003 | Anderson Mesa      | LONEOS                                                       |
| 167212 -          | 2003 UQ18           | 19 octombrie 2003 | Anderson Mesa      | LONEOS                                                       |
| 167213 -          | 2003 UC19           | 20 octombrie 2003 | Palomar            | NEAT                                                         |
| 167214 -          | 2003 UA22           | 22 octombrie 2003 | Anderson Mesa      | LONEOS                                                       |
| 167215 -          | 2003 UC23           | 21 octombrie 2003 | Socorro            | LINEAR                                                       |
| 167216 -          | 2003 UH26           | 24 octombrie 2003 | Haleakala          | NEAT                                                         |
| 167217 -          | 2003 US28           | 21 octombrie 2003 | Anderson Mesa      | LONEOS                                                       |
| 167218 -          | 2003 UY30           | 16 octombrie 2003 | Kitt Peak          | Spacewatch                                                   |
| 167219 -          | 2003 UH31           | 16 octombrie 2003 | Kitt Peak          | Spacewatch                                                   |
| 167220 -          | 2003 UQ32           | 16 octombrie 2003 | Kitt Peak          | Spacewatch                                                   |
| 167221 -          | 2003 UA33           | 16 octombrie 2003 | Kitt Peak          | Spacewatch                                                   |
| 167222 -          | 2003 UT39           | 16 octombrie 2003 | Kitt Peak          | Spacewatch                                                   |
| 167223 -          | 2003 UE40           | 16 octombrie 2003 | Kitt Peak          | Spacewatch                                                   |
| 167224 -          | 2003 UD41           | 16 octombrie 2003 | Anderson Mesa      | LONEOS                                                       |
| 167225 -          | 2003 UJ45           | 18 octombrie 2003 | Kitt Peak          | Spacewatch                                                   |
| 167226 -          | 2003 UP45           | 18 octombrie 2003 | Kitt Peak          | Spacewatch                                                   |
| 167227 -          | 2003 UT47           | 18 octombrie 2003 | Anderson Mesa      | LONEOS                                                       |
| 167228 -          | 2003 UF53           | 18 octombrie 2003 | Palomar            | NEAT                                                         |
| 167229 -          | 2003 UM56           | 22 octombrie 2003 | Socorro            | LINEAR                                                       |
| 167230 -          | 2003 UJ57           | 26 octombrie 2003 | Kvistaberg⁠(d)      | Uppsala-DLR Asteroid Survey⁠(d)                               |
| 167231 -          | 2003 UE58           | 16 octombrie 2003 | Kitt Peak          | Spacewatch                                                   |
| 167232 -          | 2003 UC59           | 16 octombrie 2003 | Palomar            | NEAT                                                         |
| 167233 -          | 2003 UX61           | 16 octombrie 2003 | Anderson Mesa      | LONEOS                                                       |
| 167234 -          | 2003 UB63           | 16 octombrie 2003 | Palomar            | NEAT                                                         |
| 167235 -          | 2003 UJ64           | 16 octombrie 2003 | Anderson Mesa      | LONEOS                                                       |
| 167236 -          | 2003 UO64           | 16 octombrie 2003 | Palomar            | NEAT                                                         |
| 167237 -          | 2003 UJ70           | 18 octombrie 2003 | Kitt Peak          | Spacewatch                                                   |
| 167238 -          | 2003 UY73           | 16 octombrie 2003 | Palomar            | NEAT                                                         |
| 167239 -          | 2003 UZ75           | 17 octombrie 2003 | Kitt Peak          | Spacewatch                                                   |
| 167240 -          | 2003 UU81           | 18 octombrie 2003 | Kitt Peak          | Spacewatch                                                   |
| 167241 -          | 2003 UC91           | 20 octombrie 2003 | Socorro            | LINEAR                                                       |
| 167242 -          | 2003 US91           | 20 octombrie 2003 | Kitt Peak          | Spacewatch                                                   |
| 167243 -          | 2003 UQ94           | 18 octombrie 2003 | Kitt Peak          | Spacewatch                                                   |
| 167244 -          | 2003 UB95           | 18 octombrie 2003 | Kitt Peak          | Spacewatch                                                   |
| 167245 -          | 2003 UR96           | 19 octombrie 2003 | Kitt Peak          | Spacewatch                                                   |
| 167246 -          | 2003 UX96           | 19 octombrie 2003 | Kitt Peak          | Spacewatch                                                   |
| 167247 -          | 2003 UU97           | 19 octombrie 2003 | Kitt Peak          | Spacewatch                                                   |
| 167248 -          | 2003 UL99           | 19 octombrie 2003 | Anderson Mesa      | LONEOS                                                       |
| 167249 -          | 2003 UP99           | 19 octombrie 2003 | Anderson Mesa      | LONEOS                                                       |
| 167250 -          | 2003 UQ99           | 19 octombrie 2003 | Anderson Mesa      | LONEOS                                                       |
| 167251 -          | 2003 UJ104          | 18 octombrie 2003 | Kitt Peak          | Spacewatch                                                   |
| 167252 -          | 2003 UP109          | 19 octombrie 2003 | Kitt Peak          | Spacewatch                                                   |
| 167253 -          | 2003 UY109          | 19 octombrie 2003 | Kitt Peak          | Spacewatch                                                   |
| 167254 -          | 2003 UU113          | 20 octombrie 2003 | Socorro            | LINEAR                                                       |
| 167255 -          | 2003 UT115          | 20 octombrie 2003 | Palomar            | NEAT                                                         |
| 167256 -          | 2003 UE117          | 21 octombrie 2003 | Socorro            | LINEAR                                                       |
| 167257 -          | 2003 UG118          | 17 octombrie 2003 | Anderson Mesa      | LONEOS                                                       |
| 167258 -          | 2003 UH120          | 18 octombrie 2003 | Kitt Peak          | Spacewatch                                                   |
| 167259 -          | 2003 UF121          | 18 octombrie 2003 | Palomar            | NEAT                                                         |
| 167260 -          | 2003 UM122          | 19 octombrie 2003 | Kitt Peak          | Spacewatch                                                   |
| 167261 -          | 2003 UT122          | 19 octombrie 2003 | Socorro            | LINEAR                                                       |
| 167262 -          | 2003 UN123          | 19 octombrie 2003 | Kitt Peak          | Spacewatch                                                   |
| 167263 -          | 2003 UC127          | 21 octombrie 2003 | Kitt Peak          | Spacewatch                                                   |
| 167264 -          | 2003 UH127          | 21 octombrie 2003 | Kitt Peak          | Spacewatch                                                   |
| 167265 -          | 2003 UH129          | 18 octombrie 2003 | Palomar            | NEAT                                                         |
| 167266 -          | 2003 UN129          | 18 octombrie 2003 | Palomar            | NEAT                                                         |
| 167267 -          | 2003 UW131          | 19 octombrie 2003 | Palomar            | NEAT                                                         |
| 167268 -          | 2003 UN137          | 21 octombrie 2003 | Socorro            | LINEAR                                                       |
| 167269 -          | 2003 UP142          | 18 octombrie 2003 | Anderson Mesa      | LONEOS                                                       |
| 167270 -          | 2003 UQ146          | 18 octombrie 2003 | Anderson Mesa      | LONEOS                                                       |
| 167271 -          | 2003 UY146          | 18 octombrie 2003 | Anderson Mesa      | LONEOS                                                       |
| 167272 -          | 2003 UP147          | 18 octombrie 2003 | Kitt Peak          | Spacewatch                                                   |
| 167273 -          | 2003 UK148          | 19 octombrie 2003 | Anderson Mesa      | LONEOS                                                       |
| 167274 -          | 2003 UT148          | 19 octombrie 2003 | Kitt Peak          | Spacewatch                                                   |
| 167275 -          | 2003 UU148          | 19 octombrie 2003 | Kitt Peak          | Spacewatch                                                   |
| 167276 -          | 2003 UR150          | 20 octombrie 2003 | Kitt Peak          | Spacewatch                                                   |
| 167277 -          | 2003 US150          | 21 octombrie 2003 | Kitt Peak          | Spacewatch                                                   |
| 167278 -          | 2003 UZ161          | 21 octombrie 2003 | Socorro            | LINEAR                                                       |
| 167279 -          | 2003 UD166          | 21 octombrie 2003 | Kitt Peak          | Spacewatch                                                   |
| 167280 -          | 2003 UB168          | 22 octombrie 2003 | Socorro            | LINEAR                                                       |
| 167281 -          | 2003 UB169          | 22 octombrie 2003 | Socorro            | LINEAR                                                       |
| 167282 -          | 2003 UT169          | 22 octombrie 2003 | Socorro            | LINEAR                                                       |
| 167283 -          | 2003 UH170          | 22 octombrie 2003 | Kitt Peak          | Spacewatch                                                   |
| 167284 -          | 2003 UR175          | 21 octombrie 2003 | Palomar            | NEAT                                                         |
| 167285 -          | 2003 UP180          | 21 octombrie 2003 | Socorro            | LINEAR                                                       |
| 167286 -          | 2003 UZ180          | 21 octombrie 2003 | Kitt Peak          | Spacewatch                                                   |
| 167287 -          | 2003 UF181          | 21 octombrie 2003 | Socorro            | LINEAR                                                       |
| 167288 -          | 2003 US189          | 22 octombrie 2003 | Haleakala          | NEAT                                                         |
| 167289 -          | 2003 UX195          | 20 octombrie 2003 | Kitt Peak          | Spacewatch                                                   |
| 167290 -          | 2003 UU196          | 21 octombrie 2003 | Kitt Peak          | Spacewatch                                                   |
| 167291 -          | 2003 UX199          | 21 octombrie 2003 | Socorro            | LINEAR                                                       |
| 167292 -          | 2003 UD200          | 21 octombrie 2003 | Socorro            | LINEAR                                                       |
| 167293 -          | 2003 UN205          | 22 octombrie 2003 | Socorro            | LINEAR                                                       |
| 167294 -          | 2003 UB206          | 22 octombrie 2003 | Socorro            | LINEAR                                                       |
| 167295 -          | 2003 UC209          | 23 octombrie 2003 | Kitt Peak          | Spacewatch                                                   |
| 167296 -          | 2003 UF210          | 23 octombrie 2003 | Anderson Mesa      | LONEOS                                                       |
| 167297 -          | 2003 UD211          | 23 octombrie 2003 | Kitt Peak          | Spacewatch                                                   |
| 167298 -          | 2003 UA213          | 23 octombrie 2003 | Kitt Peak          | Spacewatch                                                   |
| 167299 -          | 2003 UR215          | 21 octombrie 2003 | Kitt Peak          | Spacewatch                                                   |
| 167300 -          | 2003 UV216          | 21 octombrie 2003 | Socorro            | LINEAR                                                       |